# غابة فندقلو
غابة فندالو هي غابة تقع على بعد 30 كم من مدينة أردبيل و10 كم جنوب مدينة نمين، وهي متصلة بغابات هيركانيان المدرجة في قائمة قائمة التراث العالمي، ويتحدث سكان الغابة اللغة الطالشية.
تمتلك الغابة مناطق جذب فريدة من نوعها في الغابات والمراعي، لذلك تعد من أفضل مناطق السياحة البيئية في إيران. ومن معالمها السياحية تلفريك هيران-فوندالو الذي يبدأ من غابة فوندالو. تحتوي الغابة على أشجار فواكه ومكسرات وخضروات مختلفة مثل البندق والتفاح البري وجنارك وزعرور جرماني والجزر الأبيض والتوت والفراولة. تسمى هذه الغابة بخشب البندق لكثرة نمو أشجار البندق فيها. تمتد هذه الغابة على مساحة 120 كيلومتراً تقريباً، 85 كيلومتراً من هذه الغابة عبارة عن غابات والباقي مراعي خضراء. وتبدأ من مراعي قرية خانقاه العليا (نمين) الواقعة في نمين وصولًا إلى قرية وأربا تيبي وتنتهي في شرق قرية مهدي بوستي، وتتوسط الغابة قرية خانقاه سفلي (نمين).

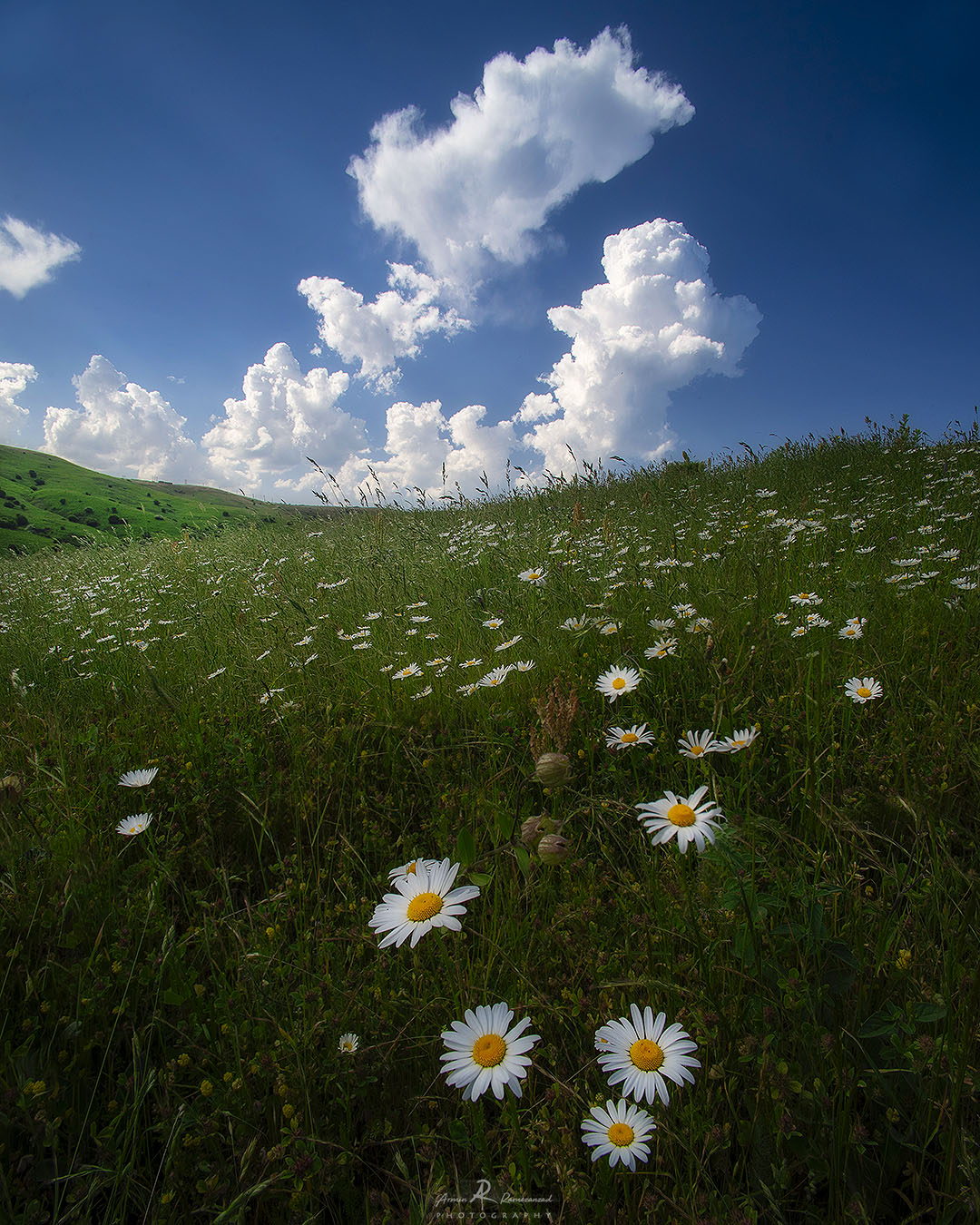
مراعي غابات فندقلو.

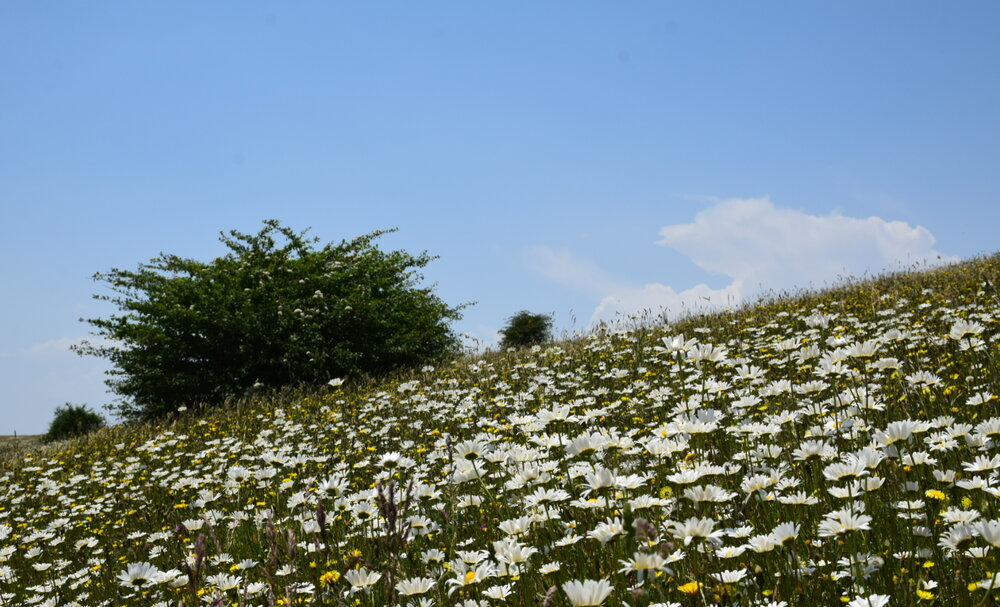
أزهار البابونج في غابات فندقلو.